# Osiedle Wschód (Żyrardów)
Osiedle Wschód – osiedle mieszkaniowe w północno-wschodniej części Żyrardowa.

## Historia
Osiedle Wschód położone jest na obszarze pól uprawnych dawnej wsi Teklinów, które w 1959 włączono w granice Żyrardowa. Decyzja o powstaniu Północnej Dzielnicy Mieszkaniowej zapadła w styczniu 1974, wybrano wówczas projekt inż. Danieli Biernat reprezentującej Miastoprojekt-Mazowsze. Daniela Biernat przez wiele lat pełniła funkcję kierownika Pracowni Urbanistycznej w Żyrardowie i znała specyfikę miasta. Projekt przewidywał powstanie dzielnicy dla 20 tysięcy mieszkańców wzorowanej na warszawskim osiedlu Stegny, której główną osią miała być ulica Izy Zielińskiej. Na potrzeby realizacji inwestycji w 1974 powstała Żyrardowska Fabryka Domów. Pierwsze bloki oddano do użytku pod koniec 1976, ostatnie w drugiej połowie 1981. Osiedle składało się z 24 budynków z 1158 lokalami mieszkalnymi dla 4500 osób.